# Gökhan Akkan (Fußballspieler, 1998)
Gökhan Akkan (* 30. August 1998 in Adana) ist ein türkischer Fußballspieler.

## Karriere
Akkan kam in Seyhan, einem Stadtteil der südtürkischen Stadt Adana, auf die Welt. Hier begann er mit dem Vereinsfußball in der Jugend von Toroslar Belediyespor und wechselte 2011 in den Nachwuchs von Mersin İdman Yurdu.
Aufgrund von Spielermangel erhielt er zusammen mit anderen Nachwuchsspielern im Januar 2016 einen Profivertrag bei Mersin İY und wurde Teil der Profimannschaft. Sein Profidebüt gab er am 28. Januar 2016 in der Pokalbegegnung gegen Çaykur Rizespor. Im Sommer 2018 wechselte er zu Yeni Malatyaspor und wurde für die Rückrunde der Saison 2018/19 an Elazığspor ausgeliehen.